# John Lestrange, 1. Baron Strange of Knockin
John Lestrange, 1. Baron Strange of Knockin (* 1254; † 8. August 1309), war ein englischer Adeliger und Feldherr.

## Familie und Leben
Die Familie stammt von John I. Lestrange ab, dem Urgroßvater des 1. Barons, der 1158 mit einem kleinen Landgut belehnt wurde. Der Großvater des 1. Barons war John III. Lestrange, sein Vater war John IV. Lestrange, der zu einem unbekannten Zeitpunkt geboren, am 26. Februar 1277 starb, als sein Sohn 22 Jahre alt war. John V. Lestrange trat 1277 in die Dienste des Königs und diente Eduard I. im Feldzug gegen Wales. 'As the King's Yeoman' wurden ihm dafür die Schulden seines Vaters erlassen. Für den Krieg gegen Wales wurde er insgesamt für die Zeit vom 12. Dezember 1276 bis zum Jahre 1287 aufgeboten. Da er sich offensichtlich bewährt hatte, wurde er erneut zum Heeresdienst aufgeboten, diesmal 1294 nach Portsmouth, um am Feldzug gegen Frankreich teilzunehmen. Ab dem Jahre 1298 bis 1308 nahm er auch am Krieg gegen die Schotten teil. Durch Writ of Summons vom 26. September 1299 wurde er in das Parlament berufen und damit zum 1. Baron Strange of Knockin erhoben. Von da ab siegelte er fortan als Johannes Lestrange, dominus de Knokin. Am 25. Februar 1308 nahm er an der Krönung Eduards II. teil. 
Er war in erster Ehe mit Alienore de Somery verheiratet, in zweiter Ehe mit Maud Deyville. Sein Erbe wurde sein Sohn John Lestrange, 2. Baron Strange of Knockin. Sein jüngerer Sohn Hamo erbte ein Gut in Hunstanton in Norfolk, seine Tochter Elizabeth heiratete Gruffydd ap Madog, einen Sohn von Madog ap Gruffydd of Glyndyfrdwy, einem Nachfahren der Fürsten von Powys Fadog. Sie war die Mutter von Gruffydd Fychan II und somit die Großmutter von Owain Glyndŵr.